# Eero Raittinen

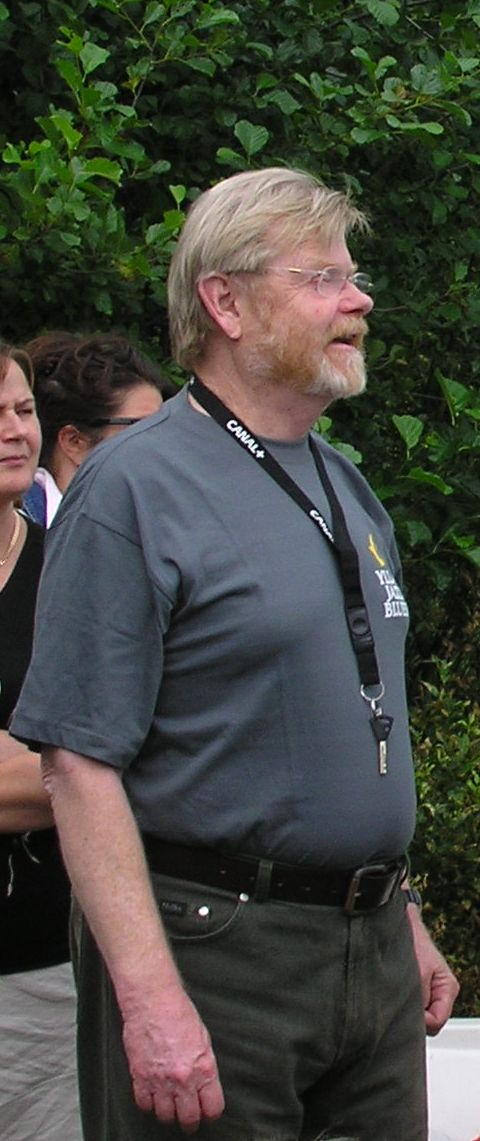
Eero Raittinen.

Eero Nikodemus Raittinen, född 6 oktober 1944 i Helsingfors, död 16 juli 2025 i Lojo, var en finländsk sångare och trummis.
Raittinen räknas, tillsammans med brodern Jussi Raittinen, till den finländska rockmusikens första stora namn och stilbildare. De skivdebuterade som duo 1960 och var därefter bland annat medlemmar i gitarrgruppen The Sounds. År 1964 grundade bröderna gruppen The Boys och året därpå utgav de under namnet Eero ja Jussi & The Boys Finlands första pop- och rockalbum Numero 1. År 1968 fick Eero en stor hit med låten Vanha holvikirkko (en cover på svensken Lenne Brobergs skivframgång Mälarö kyrka). Senare ingick han en kort tid som solist i Jukka Tolonens band Tasavallan Presidentti. The Boys, som återuppstod på 1970-talet med Jussi som ledare, har verkat in på 2000-talet och ofta återförenat bröderna på scenen.